# Constitutional Review Commission
Die Constitutional Review Commission (CRC) war eine Kommission, die 2018 in Gambia eingerichtet wurde, um Vorschläge zur Veränderung der Verfassung Gambias von 1997 zu erarbeiten.

## Einrichtung und Aufgaben
Die Constitutional Review Commission wurde 2018 eingerichtet, nachdem die National Assembly am 13. Dezember 2017 den Constitutional Review Commission Act verabschiedet hatte und Präsident Adama Barrow diesen am 13. Januar 2018 unterzeichnet hatte. Der Beschluss sah die Einrichtung einer Kommission vor, die sich aus einem oder einer Vorsitzenden und einer Stellvertretung sowie neun weiteren, vom Präsidenten zu nominierenden Mitgliedern zusammensetzten sollte.
Aufgabe der Kommission ist die Erstellung eines Entwurfs zu einer neuen Verfassung bzw. einer Reform der bestehenden Verfassung. Dazu soll insbesondere die Öffentlichkeit konsultiert werden. Die Auflösung der Kommission soll einen Monat nach dem Inkrafttreten einer veränderten Verfassung geschehen.
Am 4. Juni 2018 wurden die elf Mitglieder der Kommission vereidigt.
Am 30. April 2019 begannen mit einer Veranstaltung in Dakar (Senegal) die Konsultationen mit gambischen Bürgern im Ausland. Weitere Veranstaltungen im Ausland fanden unter anderem in Nouakchott (Mauretanien) und in Dschidda (Saudi-Arabien) statt. Im Juni und Juli 2019 führte das CRC Veranstaltungen in den USA und in Europa durch.
Im September 2019 verkündete die Kommission, dass der kenianische Richter Willy Mutunga und der ghanaische Jurist Albert K. Fiadjoe das CRC beim Erstellen eines Verfassungsentwurfs beraten würden.
Am 15. November 2019 wurde ein Verfassungsentwurf öffentlich vorgestellt. In der Folge kam es zu öffentlichen Debatten über einzelne Aspekte, beispielsweise die Rolle der Religion oder über Homosexualität. Eingaben und Kommentare zum Entwurf konnten bis Ende Dezember 2019 bei der CRC eingereicht werden.
Im Februar 2020 waren Vertreter des Bingham Centre for the Rule of Law, ein unabhängiges Forschungsinstitut in Großbritannien, in Banjul zu Besuch. Das Forschungsinstitut, dass vom British Institute of International and Comparative Law gegründet wurde, widmet sich dem Studium und der Förderung der Rechtsstaatlichkeit weltweit. Sie wurden in der Beratung um die neue Verfassung Gambias mit hinzu gezogen. Das Bingham Centre for the Rule of Law lobte die bisherige Ausarbeitung der Verfassung und den Prozess.
Im September 2020 verfehlte der Verfassungsentwurf eine Zweidrittelmehrheit in der gambischen Nationalversammlung. Damit war der Versuch einer Verfassungsreform gescheitert. In der Folge stellte die Kommission ihre Arbeit ein.

## Mitglieder
| Position                                          | Name                                   | Anmerkungen                                                                                 |
| ------------------------------------------------- | -------------------------------------- | ------------------------------------------------------------------------------------------- |
| Vorsitzender (Chairperson)                        | Cherno Sulayman Jallow (Cherno Jallow) | seit 2017 Richter am gambischen Supreme Court                                               |
| Stellvertretende Vorsitzende (Deputy Chairperson) | Hawa Sisay-Sabally                     | Juristin und Politikerin                                                                    |
| Mitglied (Member)                                 | Janet Ramatoulie Sallah Njie           | Juristin und Menschenrechtsaktivistin                                                       |
| Mitglied (Member)                                 | Fatoumata Jallow                       |                                                                                             |
| Mitglied (Member)                                 | Amie Joof Cole                         | Journalistin                                                                                |
| Mitglied (Member)                                 | Salimatou Touray/Salimat(t)a Touray    |                                                                                             |
| Mitglied (Member)                                 | Gaye Sowe                              | Menschenrechtler, Direktor des Institute for Human Rights and Development in Africa (IHRDA) |
| Mitglied (Member)                                 | Lamin Camara                           | Jurist und Rechtsanwalt                                                                     |
| Mitglied (Member)                                 | Yankuba Dibba                          |                                                                                             |
| Mitglied (Member)                                 | Dr. Melville O. George                 |                                                                                             |
| Mitglied (Member)                                 | Yankuba Manjang                        | Jurastudent; soll Interessen jüngerer GambierInnen vertreten (Youth Representative)         |